# Ethan Frome (romanzo)

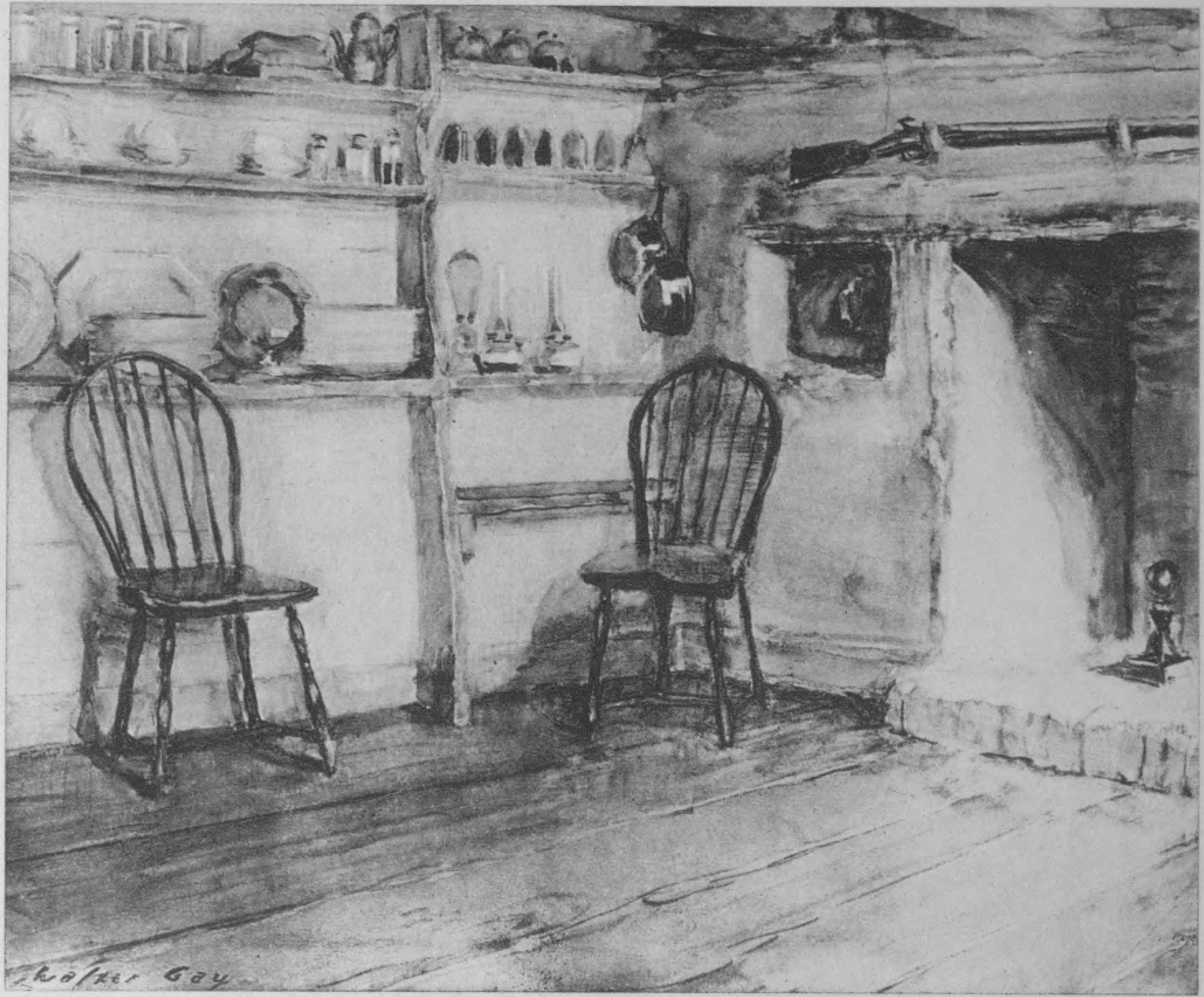
Illustrazione da un'edizione

Ethan Frome è un romanzo della scrittrice statunitense Edith Wharton, pubblicato nel 1911.

## Trama
Il protagonista, Ethan Frome, che dà il nome al romanzo stesso, era un abitante di un piccolo paese della provincia statunitense,  conosciuto dal narratore, un impiegato incaricato di svolgere dei lavori nella località, colpito dalla sua personalità e dal suo aspetto deforme. I compaesani conoscevano l'accaduto ed anche la voce narrante venne dunque messa al corrente della triste e mesta storia.
Ethan, che ora possedeva una segheria, con la quale si guadagnava da vivere, in gioventù si interessava anche di agricoltura e tecnologia, ed essendo talentuoso, si supponeva che sarebbe andato altrove ad esprimere le sue potenzialità. Tuttavia perse i genitori, e dato che la sua vita si faceva più difficile, si convinse a sposare una donna che in realtà non amava. D'altro canto, lei era una donna querula e spigolosa, poco incline al lato "sensibile" del marito; pertanto il matrimonio era diventato ben presto abitudinario e arido. L'ordine delle cose cambiò quando, per alcune circostanze, decisero di ospitare per un periodo una giovane donna in un momento difficile della sua vita. La nuova arrivata presentava diverse affinità con Ethan e andavano d'accordo; malgrado ciò, prevaleva la coscienza di non dover scivolare verso una situazione eticamente poco corretta, per cui entrambi si sforzavano di mantenere una certa distanza senza forzare la situazione. Il sentimento restava però vivo sotto le ceneri e, complice una breve trasferta della moglie, privi del suo occhio vigile, si lasciavano andare un po' più combinando anche un piccolo incidente domestico che sarebbe costato loro la successiva scoperta della relazione. Oramai disarmati, avrebbero cercato di liberarsi ricercando insieme la morte, ma fallendo restavano disabili e ancora più "prigionieri" sia del loro legame impossibile, sia della moglie, che fungerà da badante e carceriere sino alla fine.

## Edizioni italiane
In lingua italiana, sono apparse numerose versioni, e riedizioni. Le prime edizioni recarono un titolo differente, oggi abbandonato.
- Condannati alla vita, trad. di Gastone Rossi, Milano, Sonzogno, 1927.
- Amore disperato, Milano, Moneta, 1930.
- Gli infelicissimi, trad. di Luisa Mazzolani, Firenze, La Nuova Italia, 1931.
- Ethan frome. Romanzo, Unica traduzione autorizzata dall'inglese di Pietro Bottini, Collana Le Najadi, Milano-Roma, Jandi Sapi, 1946.
- Un caso terribile: Ethan Frome, trad. di Marcella Hannau, Milano, Longanesi, 1953, 1970; col titolo Ethan Frome, Collana Narratori, Longanesi, 1979; Collana Narratori della Fenice, Milano, Guanda, 1993, ISBN 978-88-774-6666-2; Collana Teadue, Milano, TEA, 1996.
- L'incidente (Ethan Frome), trad. di Greti Ducci, BUR nn.1949-1950, Milano, Rizzoli, 1963; col titolo Ethan Frome, Introduzione di Vito Amoruso, BUR, Milano, Rizzoli, 1994, ISBN 978-88-171-6996-7; Collezione La Grande Biblioteca, Milano, Fabbri Editori, 1994, 1996; Introduzione di Harold Bloom,[2] Collana I Grandi Romanzi BUR, Rizzoli, maggio 2008, ISBN 978-88-170-2321-4.
- Ethan Frome, Introduzione di Tommaso Pisanti, trad. di Lucio Angelini, Collana TEN,[3] Roma, Newton Compton, 1994, ISBN 978-88-798-3368-4.
- La storia di Ethan Frome, a cura di Ettore De Parentela, Biblioteca Elle n.2, Firenze, Mondolibro, febbraio 1995, ISBN 978-88-851-4312-8.
- Ethan Frome, a cura di Cristina Giorcelli, trad. di Emanuela Dal Fabbro, testo a fronte, Collana Letteratura Universale. Frecce, Venezia, Marsilio, giugno 1995, ISBN 978-88-317-5865-9; Collana I Tascabili, Marsilio, 1998, ISBN 978-88-317-6868-9.
- Ethan Frome, Milano, La Spiga, 1995, ISBN 978-88-710-0770-0.
- Ethan Frome, trad. di Angelita La Spada, Milano, Alia, 2010, ISBN 978-88-963-2107-2.
- Ethan Frome, Introduzione di Elisabetta Rasy, trad. di Tiziana Lo Porto, Collana Le Grandi Scrittrici, Vicenza, Neri Pozza, 2018, ISBN 978-88-545-1796-7.

## Adattamenti
- 1993: Ethan Frome - La storia di un amore proibito, film drammatico diretto da John Madden;[4]